# Cap Roig Festival
El Cap Roig Festival, també conegut com a Festival (Jardins) de Cap Roig, és un festival de música i dansa que se celebra als jardins del castell de Cap Roig, a Calella de Palafrugell.

## Història i descripció
Va ser el successor del Festival d'Estiu de Caixa de Girona al mateix espai. L'estiu del 2001 s'hi establí un auditori per a 1.500 persones i estrenà la primera edició amb l'actuació de Josep Carreras. En les següents edicions, va convidar artistes internacionals com Diana Ross (2005), Bob Dylan (2006), Liza Minnelli, Paul Anka, Joan Baez, Elvis Costello, Allen Toussaint (2007), Caetano Veloso, Franco Battiato (2008), Leonard Cohen (2009), Charles Aznavour (2010), B.B. King, Chicago i Tom Jones (2011).
El 2007, el diari britànic The Independent el va posicionar segon en una llista dels 10 millors festivals d'estiu. La 17a edició, celebrada el 2017, va batre el rècord d'assistència amb 46.316 espectadors, que van exhaurir les entrades de 20 dels 27 concerts programats. Va facturar més de 15 milions d'euros i va generar 220 llocs de treball a temps complet.